# Мало езеро (Баба)
Малото езеро, наричано и Мало пелистерско езеро (на македонска литературна норма: Мало Пелистерско Езеро), е едно от двете ледникови езера Пелистерски очи, намиращи се в Националния парк „Пелистер“ в Баба планина в Северна Македония.
Малото езеро е разположено североизточно под връх Партизански врв (2349 m), на дъното на още по-малък циркус от този на Големото езеро. Няма видим отток, нито подземен.
Надморската му височина е 2180 метра. Има приблизително кръгла форма - дълго е около 79 m и широко около 68 m. Дълбочината му е 2,6 m. Нивото и обемът варират в зависимост от валежите от сняг, дъждовете и температурата. Максималната температура на водата му в повърхностния слой достига до 19,2 градуса през август, а в дълбинния слой до 17°C.
Големото и Малото езеро са отдалечени помежду си на около 45 минути ходене пеша. По права линия разстоянието е 2 km. Разделя ги Дебели рид.
От Малото езеро може да се изкачи връх Пелистер (2380 m). Покрай езерото минава пътеката от Големото езеро за върха. Изкачва се, в посока северозапад, седловината между вр. Широко стъпало и Пелистър и после в североизточна посока се поема към Пелистър.